# Plaine du Cul-de-Sac
Pour les articles homonymes, voir Cul-de-sac.

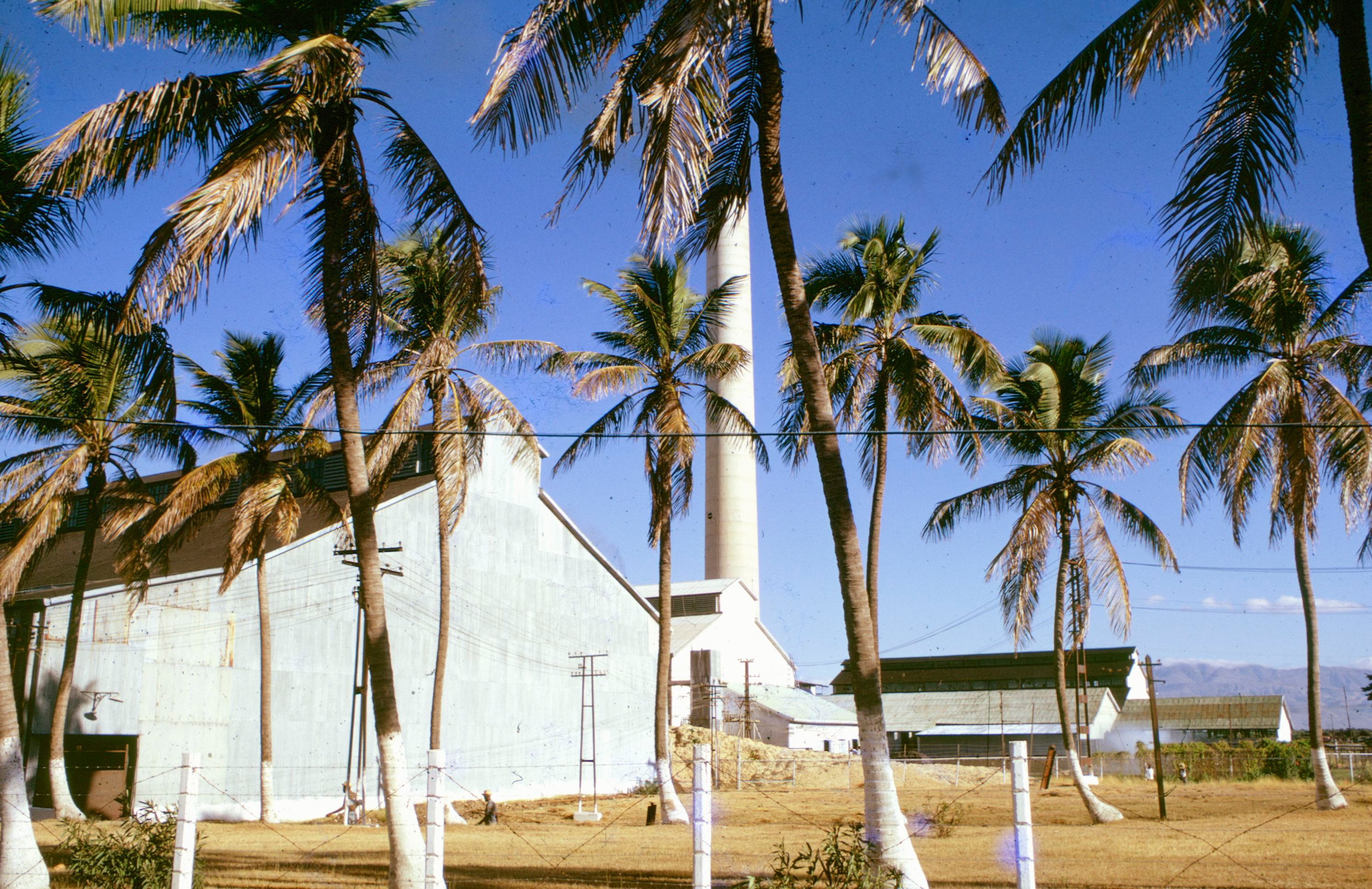
L'usine sucrière de la HASCO dans la plaine du Cul-de-Sac à Port-au-Prince en 1974.

La plaine du Cul-de-Sac (désignée également sous le terme de dépression de Cul-de-Sac) est une vallée au sud de l'île d'Hispaniola, partagée entre deux États : Haïti dans sa partie Ouest et la République dominicaine dans sa partie Est. 

## Géographie
D'une superficie de 360 km2 environ, avec une longueur de 32 km de long sur 25 km de large, elle est bornée au nord et au sud par de hautes montagnes, à l'ouest par le golfe de la Gonâve sur les bords duquel se trouve la capitale haïtienne Port-au-Prince et la plaine de l'Arcahaie, qui la prolonge vers l'ouest. La plaine du Cul-de-Sac s'étend vers l'est jusque dans la République dominicaine.
Cette vallée était autrefois un bras de mer et au moment du retrait de celle-ci lors du soulèvement Oligo-miocène, l'eau salée a été piégée dans les points les plus bas de la dépression donnant naissance à deux grand lacs d'eau saumâtre : l'étang Saumâtre (appelé aussi « lac Azuéi ») du côté haitien et le lac Enriquillo du côté dominicain, ainsi qu'un petit étang d'eau douce appelé trou Caïman situé également en territoire haïtien.

Elle forme une dépression constituée de synclinorium de direction est-ouest. 
Cette plaine a toujours été une région d'activité agricole. Dès l'époque coloniale y était déjà cultivés des indigotiers. Au fil des décennies, cette production s'est essoufflée, laissant la place à des champs de canne à sucre. La rivière Blanche, au moyen de son système d'irrigation et de la canalisation d'une partie de son parcours vers le canal de Boucanbrou, arrose cette vaste plaine. Dans sa partie méridionale, la plaine de Cul-de-Sac est traversée par la rivière Grise.